# Calbuco
Para el volcán, ubicado en las comunas de Puerto Varas y Puerto Montt, véase Volcán Calbuco.
Calbuco es una ciudad y comuna de la zona sur de Chile, localizada en la Región de Los Lagos. Su centro urbano se sitúa en la isla del mismo nombre, aunque el crecimiento de la población ha expandido la urbanización hacia territorio continental, al que se encuentra conectado por un pedraplén.
Es la ciudad más antigua de la provincia de Llanquihue, y comparte vínculos históricos con la vecina provincia de Chiloé, a la que perteneció entre los años 1602 y 1861.

## Etimología
El nombre Calbuco proviene del mapudungún kallvü ko/kallfü ko ‘agua azul’; aunque otra raíz podría ser kallvü ‘azul’ y koyam ‘roble’, roble azul.

## Historia

### Fundación

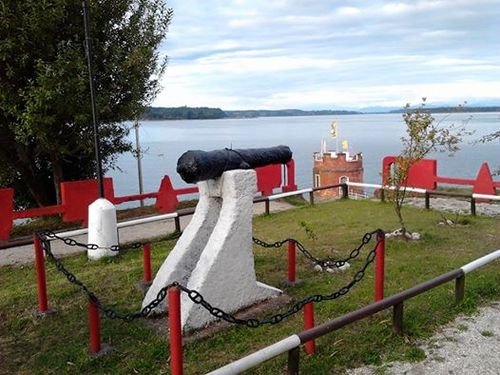
Torreón y cañón colonial en sitio del Fuerte San Miguel.

La expedición de García Hurtado de Mendoza, integrada también por Alonso de Ercilla, en su intento de alcanzar del estrecho de Magallanes descubrió las islas archipiélago de Calbuco.
Con las conquistas de Chiloé en 1567 y la fundación de las villas de Santiago de Castro y San Antonio de Chacao, la zona de Calbuco pasaron a formar parte de la jurisdicción de Chiloé. El 23 de diciembre de 1598 estalla una gran insurrección indígena que, en menos de tres años, destruyó todas las ciudades españolas construidas entre el Biobío y Osorno. De esta forma, los últimos pobladores de Osorno se vieron obligados a huir al sur, bajo el comando de Francisco Hernández Ortiz Pizarro, comisionado por el gobernador Alonso de Rivera. Envió las mujeres y niños a Castro y Chacao, y con sus soldados instaló los fuertes de San Miguel en Calbuco y San Antonio de la Rivera en Carelmapu en 1602 o 1603. Poco después se decidió trasladar el fuerte de San Miguel a la isla de Caicaén donde el fuerte fue edificado definitivamente en el cerrito La Picuta, ubicado en la parte NE de la isla, donde permaneció hasta su demolición en la década de 1830.
Pese a que no se conoce con certeza la fecha exacta de fundación, tradicionalmente las instituciones locales  han adoptado la fecha del 4 de mayo de 1602.

### Época colonial

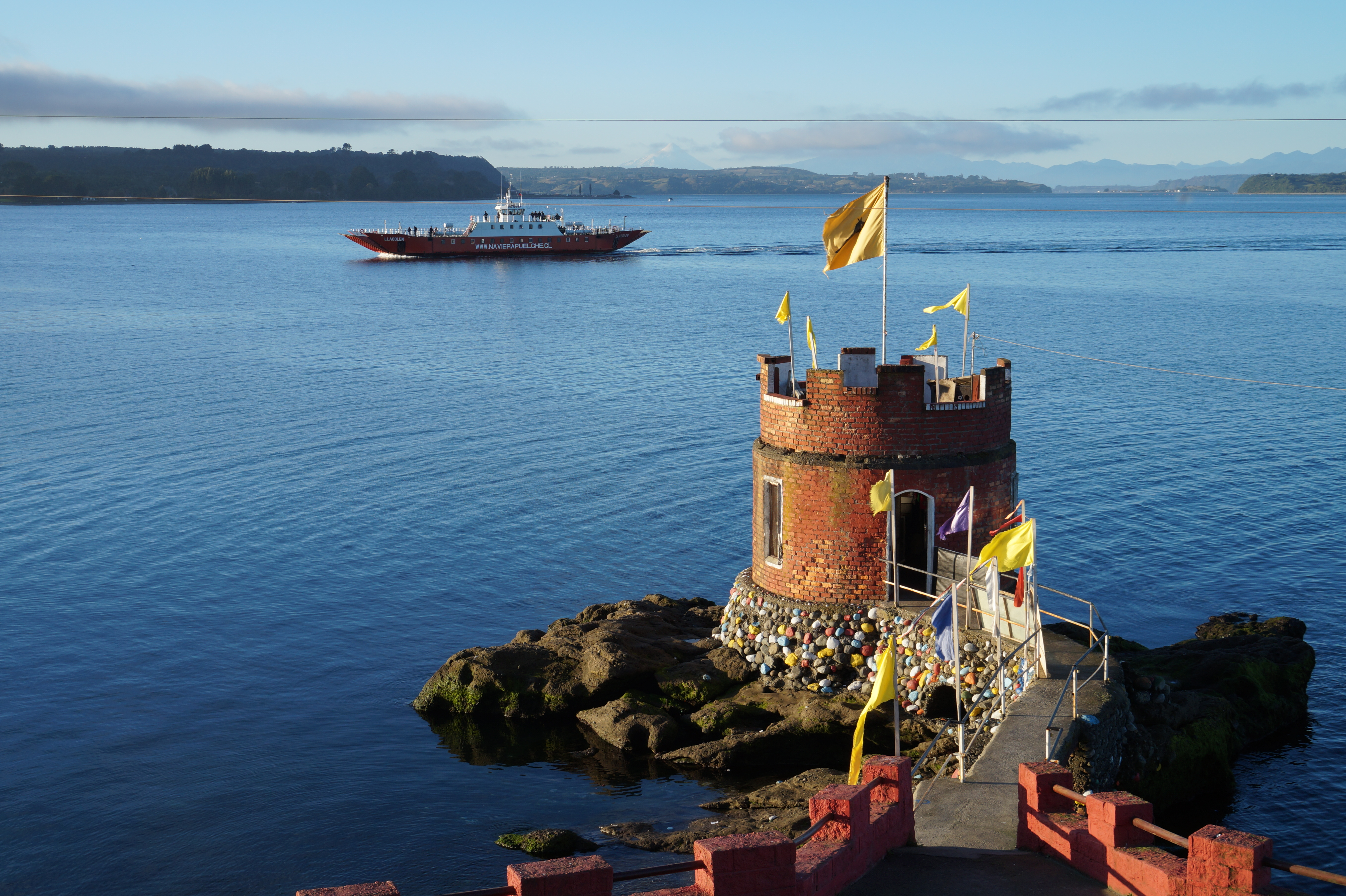
Torreón construido en 1982, frente a la explanada histórica donde se levantó el Fuerte San Miguel desde 1603.

Entre 1610 y 1612 llegaron al fuerte de Calbuco los jesuitas Melchor Venegas y Matías Rufino. Desde Calbuco partían las expediciones militares y religiosas hacia la zona de Nahuelhuapi, por ejemplo, la expedición del padre Nicolás Mascardi de 1680. Con el pasar de los años, en torno al fuerte se fueron asentando soldados con sus familias, se construyó una iglesia en 1620 y hacia fines del siglo XVII ya se había consolidado el pueblo, con una guarnición de cerca de 70 soldados.

Estos eran de estacas de alrededor (4 metros) de altura del grosor de una pértiga de carro, las que se enterraban en tierra unos tres palmos, en hilera formando el trazado del sitio. Por el interior se colocaban unos palos atravesados llamados cintas donde se amarraban las estacas de la muralla. En la parte interior se construía una muralla más baja a 1,50 metros de la principal, el espacio —entre las dos estacadas— se rellenaba con tierra o tepes. Este terraplén era el camino de ronda de la centinela. Dentro del recinto se instalaban las barracas de carrizo para el alojamiento de la tropa. Algunos de estos fuertes se les abría, circuyéndoles, un foso de poca consideración...
Alonso González de Nájera

Durante el siglo XVII, los españoles y vecinos de Chiloé que siempre vieron su extensa frontera norte continental como una tierra por «pacificar» y recuperar, por estar dentro de su jurisdicción; realizaron desde los puestos de Carelmapu y Calbuco acciones militares de malocas contra los huilliches; penetrando el espacio con fines punitivos durante buena parte del siglo XVII. Las malocas españolas posteriormente dejaron de realizarse solo porque la Capitanía General lo ordenó. Como consecuencia de estas malocas, los huilliches terminaron por abandonar los terrenos vecinos a los fuertes chilotes, de tal manera que en el siglo XVIII se consideraba deshabitado el territorio boscoso que mira a Chiloé.
En 1675, treinta picas de indios reyunos —soldados de Calbuco— acompañaron al capitán Antonio de Vea a una expedición más allá del golfo de las Penas en busca de una población de blancos, supuestamente asentada en esas latitudes: los míticos Césares.

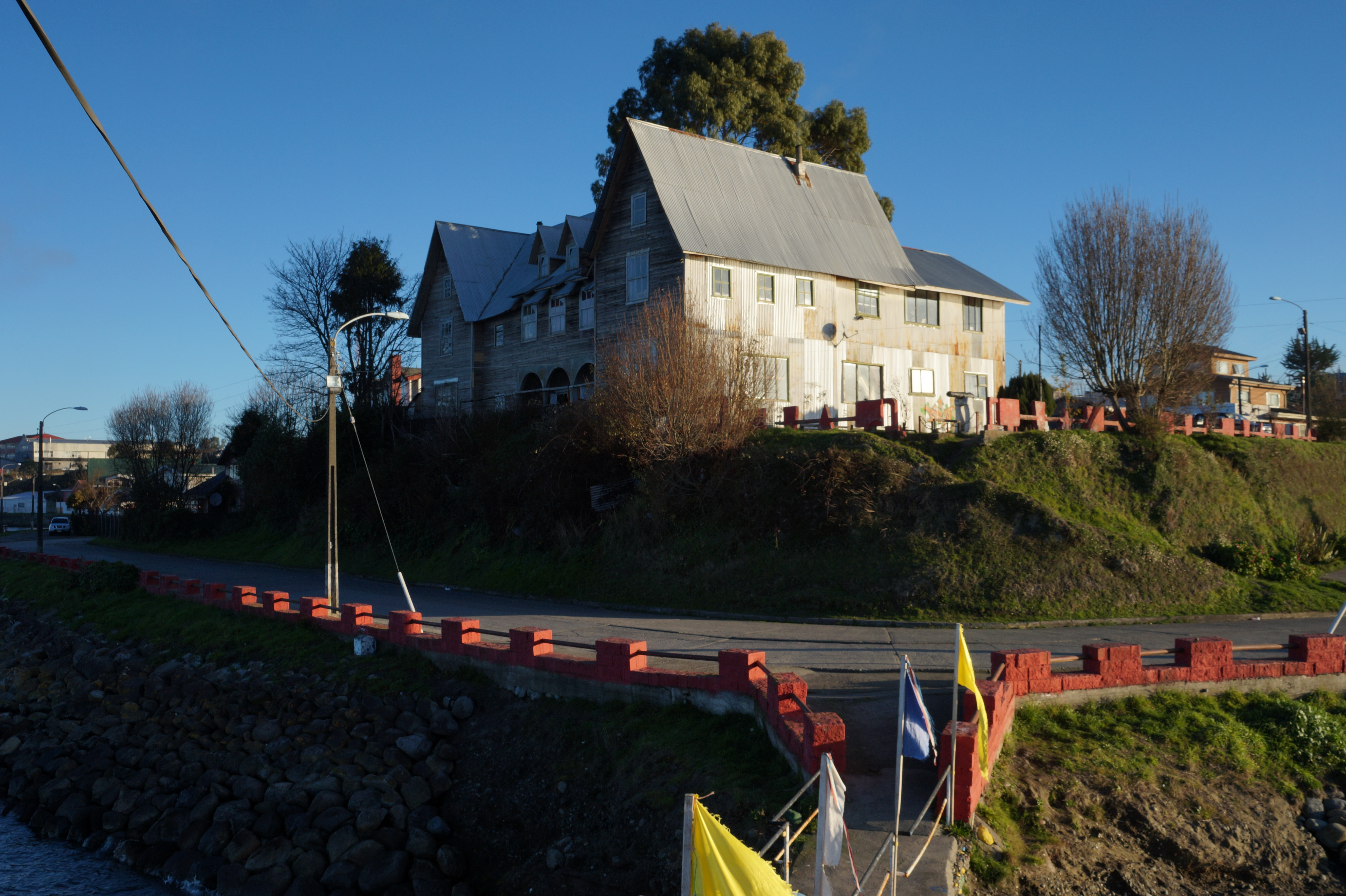
Casa Kappes, Calbuco.

En 1721 el Cabildo de Castro remitió un memorial al rey solicitando que los indios de Calbuco y Abtao se emplearan en construir una fragata de 16 a 18 varas de quilla para conducir tablas, tributos, llevar el situado y dar avisos al gobernador del reino. En la expedición que se efectuó para abrir el Camino Real a Osorno en 1791, el cirujano Isidro Zapata escribió en su diario que integraba el conjunto un grupo de «trabajadores de Calbuco, los cuales afectados de una fuerte desintería causaron durante la expedición una serie de molestias».
Durante el siglo XVIII se consolida como base militar. Hacia 1766 existían tres compañías de infantería con 50 hombres cada una, y un escuadrón de caballería con 57 hombres; a fines de siglo hay una batería de ocho artilleros. Paralelamente comienza un sostenido crecimiento del número de sus habitantes. Hacia 1785 había tres concentraciones de pobladores en la isla: Calbuco, donde vivían 150 españoles y criollos; Caycaén, 84 españoles y 250 huilliches; y Men-Men con 358 españoles y 80 huilliches.

### Época republicana
Tras el tratado de Tantauco, los partidarios de O Higgins —quien se encontraba exiliado en Perú— se apoderaron de la guarnición de la isla Grande y expulsaron al gobernador Aldunate, conato que produjo encontradas reacciones en el pueblo de Chiloé. La tropa calbucana se mantuvo leal a las autoridades chilenas, y cuando Aldunate regresó del norte con 300 soldados, se presentó en Chacao el comandante Téllez con 140 hombres a ponerse bajo las órdenes de Aldunate, quien terminó por derrotar a los usurpadores.

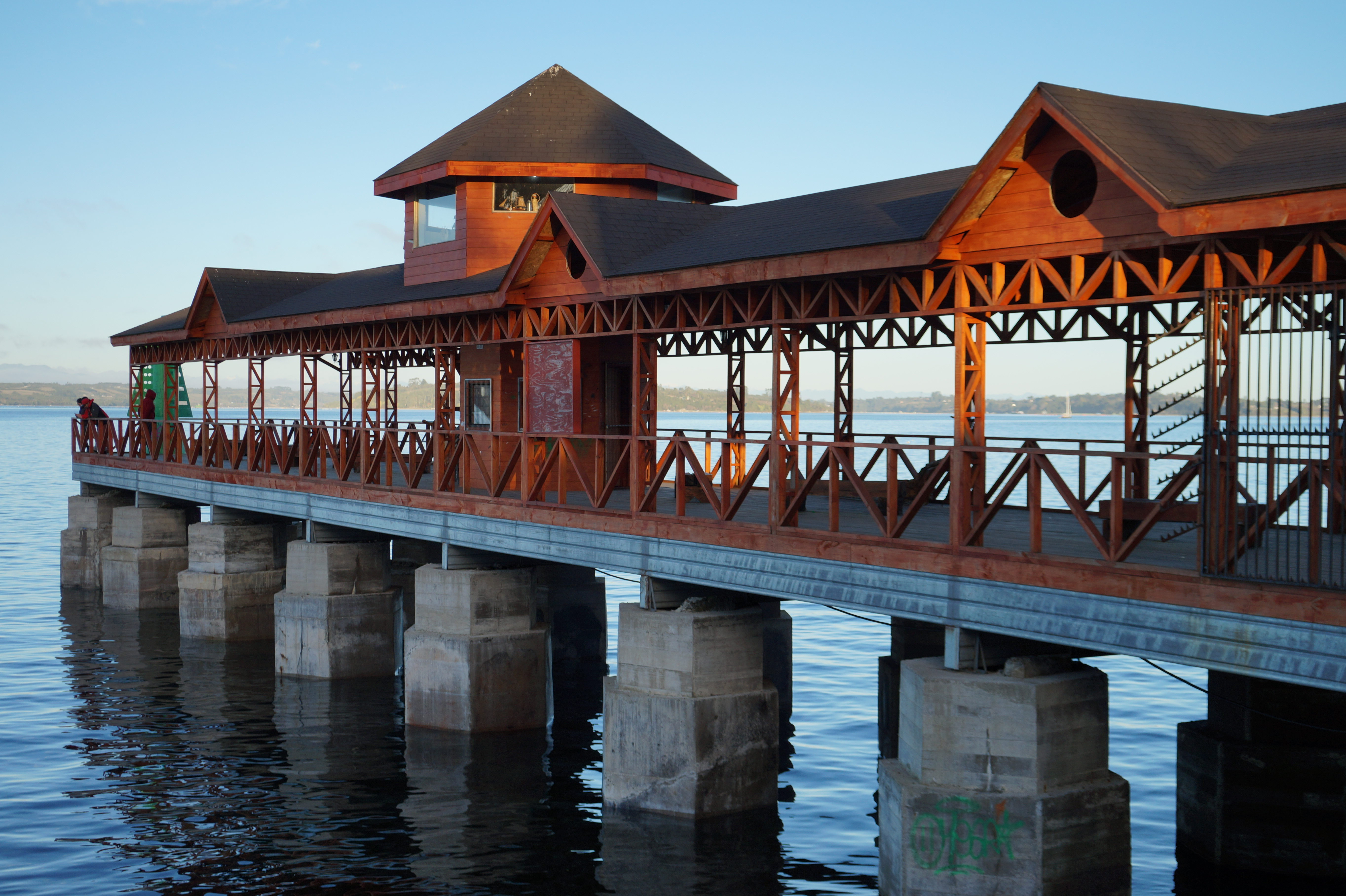
Muelle de Calbuco.

En 1834, la provincia de Chiloé fue dividida en diez departamentos, uno de los cuales era Calbuco. Posteriormente pasó a formar parte del departamento de Carelmapu, el cual comprendía los curatos de Calbuco y Carelmapu. El 22 de octubre de 1861 se creó la provincia de Llanquihue con tres departamentos y cuatro municipalidades. Esta ley segregó el departamento de Carelmapu de la provincia de Chiloé, y Calbuco pasó a depender de la intendencia de Llanquihue. En 1866, se nombró a Calbuco como puerto mayor y en 1874 se creó a gobernación marítima. 
En el año 1866, durante la Guerra hispano-sudamericana, se produjo en la zona el combate naval de Abtao, donde combatieron las fuerzas aliadas chileno-peruanas contra la escuadra española.
El 22 de diciembre de 1891 se crearon en el departamento de Carelmapu, la municipalidad de Abtao —que sería suprimida el 11 de octubre de 1922— y la municipalidad de Maullín. Con el DFL 8582 del 30 de diciembre de 1927 se unió la provincia de Llanquihue con la de Chiloé. Con el DFL 8583, se suprimió el departamento de Carelmapu y el territorio que lo conformaba se anexó al departamento de Llanquihue. Luego, el 12 de febrero de 1937, se dictó la Ley 6027: se dividió la provincia de Chiloé en dos, restableciéndose la provincia de Llanquihue con cuatro departamentos: Puerto Varas, Llanquihue, Maullín y Calbuco. El departamento fue suprimido en la década de 1970.
El 31 de enero de 1943 a las 14:45 horas. se inicia un incendio en el edificio de la capitanía de puerto que avanzó hasta consumir las 12 manzanas principales de la ciudad, solo se salvo el barrio de "La Vega" .Este incendio se transformó en la catástrofe más grande que ha vivido la ciudad.
El 15 de mayo de 1966 se inauguró, luego de dos años de trabajo, el pedraplén de acceso a la isla, conectando desde entonces a Calbuco con el continente. Este cambio contribuyó a mejorar la conectividad de la localidad con la región, pero con el costo de cortar el canal Calbuco a la navegación.

## Geografía
La comuna posee una superficie de 590,8 kilómetros cuadrados. Orográficamente se divide entre una zona en tierra firme y otra insular, donde se encuentra emplazada en las unidades geomorfológicas de Planicie marina o fluviomarina, Llano central con morrenas y conos y Cordillera volcánica activa;
Esta además se halla en la cuenca hidrográfica de Cuencas e islas entre Río Bueno y Río Puelo. Además, la comuna posee diversos cuerpos de agua, entre los que se destacan la Lago Siete Islas, Laguna Petelcura y Laguna Santa Teresa; y Río Ahinco, Río Chico, Río Estero Quetrulauquén, Río Pollollo, Río Tambor, Río Tenio y Río Trapen.
Su principal característica de la zona insular es la presencia del archipiélago de Calbuco, el cual está compuesto por 16 islas: 
- Huar (más Malliña),
- Puluqui,
- Calbuco,
- Chidhuapi,
- Tabón (Lín, Polmallelhue, Llanquinelhue),
- Quenu,
- Quihua,
- Huapi Abtao,
- Chaullín,
- Caicué o Lagartija,
- Tautil y
- Queullín.

La isla Calbuco desde 1966 se encuentra unida al continente por un pedraplén de 240 m de largo, sobre el cual se extiende un camino. La isla Quihua también se encuentra conectada al continente mediante un pedraplén.

### Clima
Según la clasificación climática de Köppen la comuan presenta un clima templado lluvioso (Cfb) y clima templado lluvioso e influencia costera (Cfb (i)). Existe una alta oscilación térmica durante la jornada y una elevada pluviosidad durante todo el año. Al igual que toda la zona climática de Chiloé, registra en promedio precipitaciones en torno a los 2.660 milímetros al año. La temperatura máxima promedio es de 13,5° y la mínima promedio de 9,6°.

## Medio ambiente

### Ecosistemas

Trazado simplificado de los ecosistemas y cuerpos de agua presentes en la comuna de Calbuco.

Dentro del territorio de la comuna se puede encontrar el siguiente ecosistema:
- Bosque siempreverde templado interior donde predominan Nothofagus nitida y Podocarpus nubigenus (Preocupación menor)

### Medidas de protección ambiental y conflictos socioambientales
Hasta 2022, la comuna de Calbuco cuenta con las siguientes zonas que cuentan con algún nivel de protección ambiental:
- Humedal Caicaen (Humedal urbano)[24]
- Humedal Pargua (Humedal urbano)[25]
- Humedal San Rafael (Humedal urbano)[26]
- Isla Chaullín (Helvecia) (Iniciativa de Conservación Privada)[27]
- Río Maullín (Sitios Ley 19.300)[28]
- Santuario de la Naturaleza Isla Kaikué-Lagartija (Santuario de la Naturaleza)[29]

## Demografía

### Evolución de la población
La comuna posee una población estimada a 2006 de 33 881, de los cuales un 51,6 % es masculina y un 48,4 % femenina; con una densidad de 57,35 habitantes por kilómetro cuadrado. Constituye una comuna con un bajo índice de urbanización, con tan solo un 36,5 % de población urbana y un 63,5 % de población rural.
| Siglo | Año  | Población | Observaciones Territoriales |
| ----- | ---- | --------- | --------------------------- |
| XVII  | 1603 | 670       | Estimaciones Coloniales     |
| XVIII | 1785 | 3786      | Estimaciones Coloniales     |
| XIX   | 1813 | 3337      | Estimaciones Coloniales     |
| XIX   | 1835 | 5604      | Departamento de Carelmapu   |
| XIX   | 1843 | 9491      | Departamento de Carelmapu   |
| XIX   | 1854 | 11201     | Departamento de Carelmapu   |
| XIX   | 1865 | 13557     | Departamento de Carelmapu   |
| XIX   | 1875 | 16792     | Departamento de Carelmapu   |
| XIX   | 1885 | 20896     | Departamento de Carelmapu   |
| XIX   | 1895 | 22766     | Departamento de Carelmapu   |
| XX    | 1907 | 27903     | Departamento de Carelmapu   |
| XX    | 1920 | 14786     | Departamento de Carelmapu   |
| XX    | 1930 | 15109     | Departamento de Calbuco     |
| XX    | 1940 | 16405     | Departamento de Calbuco     |
| XX    | 1952 | 17651     | Departamento de Calbuco     |
| XX    | 1982 | 23965     | Comuna de Calbuco           |
| XX    | 1992 | 27027     | Comuna de Calbuco           |
| XXI   | 2002 | 31070     | Comuna de Calbuco           |
| XXI   | 2017 | 33985     | Comuna de Calbuco           |

### Localidades
| Localidad                                  | Población (2002) | Viviendas (2002) | Categoría INE |
| ------------------------------------------ | ---------------- | ---------------- | ------------- |
| Calbuco                                    | 12.165           | 3.158            | Ciudad        |
| Pargua                                     | 787              | 218              | Aldea         |
| Colaco                                     | 315              | 161              | Aldea         |
| Fuente: Instituto Nacional de Estadísticas |                  |                  |               |

## Administración

### Alcaldía
El alcalde es Marco Silva Maldonado (IND). El concejo comunal —para el periodo 2024-2028— está integrado por los concejales:
- Pedro Yáñez Uribe (RN)
- Antonio Villarroel Mansilla (PDC)
- Óscar González Almonacid (PS)
- Claudio Aguilante Velásquez (UDI)
- Juan Mansilla Villarroel (REP)
- Elke Soto Morales (RN)

### Representación parlamentaria
Calbuco pertenece a la XIII Circunscripción Senatorial, que representa al total de comunas de la Región de los Lagos. Junto con las comunas de Cochamó, Maullín y Puerto Montt, y las pertenecientes a las provincias de Chiloé y Palena, integra el distrito electoral N.° 26.
En el Senado —para el periodo 2014-2022— está representada por Iván Moreira (UDI) y Rabindranath Quinteros (PS).
En la Cámara de Diputados el distrito 26 está representado —para el periodo 2018-2022— por Gabriel Ascencio (PDC), Jenny Álvarez Vera (PS), Alejandro Bernales Maldonado (PL), Carlos Kuschel Silva (RN), Alejandro Santana Tirachini (RN).

## Cultura

### Patrimonio
Calbuco cuenta con diversas festividades de valor patrimonial durante el año, generalmente asociados a sus tradiciones de origen colonial. Entre estos se cuentan la Fiesta de los Indios Caciques, que se celebra 40 días después del Domingo de Resurrección entre los meses de mayo y junio, la Fiesta de las Luminarias, que se celebra el día 28 de septiembre de cada año, y la Fiesta de San Juan, celebrada el día 23 de junio.
En el ámbito arquitectónico destaca la Iglesia de San Miguel Arcángel, construida en 1935 y que conserva un ícono del arcángel Miguel del siglo XVII. Esta construcción se ubica frente a la plaza de Armas de la ciudad, que es un mirador natural hacia las islas del archipiélago y al Volcán Yates. Junto a esta iglesia, Calbuco cuenta con otros 22 templos reconocidos como parte de la Escuela chilota de arquitectura religiosa en madera, siendo la comuna con la mayor cantidad de construcciones identificadas con esta tradición arquitectónica.
Dentro del espacio urbano también se encuentra el Museo Municipal de Calbuco, que gira en torno a la historia e identidad de la comuna, y el sector de La Picuta, sitio fundante de la comuna del siglo XVII, y donde se ubica un cañón de tiempos coloniales y un torreón simbólico construido en 1982 donde se vende artesanía local. En este ámbito también es popular el Mercado Municipal, donde todos los sábados se forma una amplia feria con productos tradicionales del área cultural de Chiloé, y donde se puede apreciar la antigua tradición de venta en almudes.
En el ámbito rural, la comuna cuenta con el monumento nacional Cementerio Indígena de Caicaén, que data del siglo XVII, y las distintas excursiones a las islas del archipiélago, donde destacan la Isla Helvecia y su bosque de arrayanes, y la Isla Lagartija-Kaikué, con su colonia de pingüinos de Magallanes y de otras aves. Finalmente, la Isla Huapi Abtao cuenta con el Monumento al Vigía, sobre el mirador en donde se situaron las baterías marítimas de la Armada de Chile durante la guerra hispano-sudamericana de 1866.

### Deportes
El equipo de rugby representativo de la comuna corresponde a Camahuetos RC.

### Fiestas y festivales
En la zona existe toda una variedad de expresiones artísticas y culturales como festivales, fiestas religiosas, fiestas tradicionales y cantautores locales, entre otros.
- Agro Festival “Por Manos de Mujer” [48]

- Fiesta religiosa de Lourdes. Se celebra cada 11 de febrero.[49]
- Fiestas religiosa de La Candelaria. Se celebra el 2 de febrero.[50]
- Noche de San Juan.[51]  Se celebra la noche del 23 de junio.
- Fiesta de las Luminarias en homenaje a San Miguel, se celebra la noche del 28 de septiembre.[52]

- Fiesta de los Indios Caciques, se celebra 40 días después del domingo de resurrección.[53]
- Curanto Gigante de Calbuco.[54]
- Conmemoración del Combate Naval de Abtao. Se realiza cada 7 de febrero en Isla Huapi Abtao.

### Historia, literatura y poesía
Durante los años finales de la dictadura militar de Augusto Pinochet, y primeros años de la transición democrática, surgieron las revistas culturales Araña gris (1983-2006), El Chucao (1987-1989) y Cuadernos Caicaén (desde 1991), orientadas a rescatar la historia y la cultura local de Calbuco y del territorio chilote, influenciadas a su vez por la experiencia de los grupos culturales de Chiloé como los talleres poéticos Aumen y Chaicura. En estas revistas participaron escritores locales como Voltaire Catalán, Esteban Barruel, José Mansilla-Utchal, J. Milton Vivar y Sergio O. Vargas, entre otros historiadores y narradores del espacio cultural chilote.
Fuera del espacio local, uno de los escritores calbucanos de mayor renombre ha sido el novelista y poeta Edesio Alvarado, ganador en varias ocasiones del Premio Gabriela Mistral y del Premio Municipal de Literatura de Santiago.

## Medios de comunicación

### Radioemisoras FM
- 90.3 MHz - Radio  Calbuco
- 94.3 MHz - Radio Maz FM
- 95.7 MHz - Radio Dos Punto Cero
- 100.7 MHz - Radio Amiga
- 107.1 MHz - Radio La Sureñita de Puluqui

## Ciudades hermanadas
- Villacastín (España). El protocolo de hermanamiento se firmó el 24 de abril de 2014.[56]